# جانی آملیو
جانی آملیو (ایتالیایی: Gianni Amelio؛ زادهٔ ۲۰ ژانویهٔ ۱۹۴۵) یک کارگردان، و فیلم‌نامه‌نویس اهل ایتالیا است.
او با فیلم بچه‌های دزدیده‌شده توانست جایزه بزرگ جشنواره کن را به دست بیاورد.

## فیلمشناسی
| سال  | نام فیلم            | عنوان ایتالیایی     |
| ---- | ------------------- | ------------------- |
| ۱۹۹۲ | بچه‌های دزدیده‌شده    | Il ladro di bambini |
| ۱۹۹۴ | لامریکا             | Lamerica            |
| ۱۹۹۸ | آن‌طور که ما خندیدیم | Così ridevano       |
| ۲۰۱۱ | آدم اول (فیلم)      | Le Premier Homme    |